# NGC 4931
NGC 4931 est une galaxie lenticulaire vue par la tranche et située dans la constellation de la Chevelure de Bérénice. Sa vitesse par rapport au fond diffus cosmologique est de 5 644 ± 19 km/s, ce qui correspond à une distance de Hubble de 83,2 ± 5,8 Mpc (∼271 millions d'al). NGC 4931 a été découverte par l'astronome prussien Heinrich Louis d'Arrest en 1863.
La désignation DRCG 27-164 est utilisée par Wolfgang Steinicke pour indiquer que cette galaxie figure au catalogue des amas galactiques d'Alan Dressler. Les nombres 27 et 164 indiquent respectivement que c'est le 27e amas de la liste, soit Abell 1656 (l'amas de la Chevelure de Bérénice), et la 164e galaxie de cet amas. Cette même galaxie est aussi désignée par ABELL 1656:[D80] 164 par la base de données NASA/IPAC, ce qui est équivalent. Dressler indique que NGC 4872 est une galaxie lenticulaire de type S0.